# Risinge socken
Risinge socken i Östergötland ingick i Finspånga läns härad, ombildades 1942 till Finspångs köping och området ingår sedan 1971 i Finspångs kommun och motsvarar från 2016 Risinge distrikt.
Socknens areal är 372,97 kvadratkilometer, varav 317,87 land. År 2000 fanns här 15 803 invånare. Tätorterna Finspång, Falla, Lotorp och Butbro, Finspångs slott samt kyrkbyn Risinge med sockenkyrkan Risinge nya kyrka ligger i denna socken. 

## Administrativ historik
Risinge socken har medeltida ursprung. 
Vid kommunreformen 1862 övergick socknens ansvar för de kyrkliga frågorna till Risinge församling, medan de borgerliga tillföll Risinge landskommun. Landskommunen ombildades 1942 till Finspångs köping och ingår sedan 1971 i Finspångs kommun. Församlingen uppgick 2013 i Finspångs församling.
1 januari 2016 inrättades distriktet Risinge, med samma omfattning som församlingen hade 1999/2000.
Socknen har tillhört samma fögderier och domsagor som Finspånga läns härad. De indelta soldaterna tillhörde  Första livgrenadjärregementet, Östanstångs kompani.

## Geografi
Risinge socken ligger kring nedre loppet av Finspångsån och Ysundaån med sjön Glan i söder. Socknen är en kuperad skogsbygd med odlingsbygd i söder i dalarna och kring Glan.

## Gårdar
- Blixtorp
- Bondesäter
- Boxnäs
- Botorp
- Börgöl
- Brestorp
- Dovertorp
- Ekedal
- Ekö
- Eliantorp
- Erstorp
- Falla
- Finspång med Översäter
- Flasbjörke
- Gammalstorp
- Getsjö
- Gömma
- Grostorp
- Gullerstorp
- Gåsetorp
- Hejtorp
- Hemmingstorp
- Hjelmstorp
- Hult
- Hulta
- Humletorp
- Hälla
- Hässmedstorp
- Häradstorp
- Ingelstad
- Klippestorp
- Knivsäter
- Kolstads säteri
- Köp
- Köpma
- Larstorp
- Lotorp
- Lundby
- Lämmenäs
- Lämmetorp
- Melby
- Messelköp
- Mickelstorp
- Mo
- Mottorp
- Målstorp
- Näfstorp
- Näs
- Olstorp
- Olstad
- Ragnetorp
- Ramstorp
- Ringhult
- Ringtorp
- Rippestorp
- Risinge prästgård
- Rörstorp
- Rösäter
- Simonstorp
- Sjönäs
- Skallnäs
- Skirnäs
- Skräddartorp
- Skäfkesfall
- Skärvinge
- Stenstorp
- Stjärnvik
- Sätra
- Tjuttorp
- Torpet
- Torstorp
- Tvartorp
- Walpetorp
- Wiberga
- Wiggestorp
- Wistinge
- Ysunda
- Åsunden
- Ängsnäs
- Ölstad
- Övertorp
- Össby

## Fornlämningar
Kända från socknen är fem gravfält, stensättningar och två fornborgar från järnåldern.

## Namnet
Namnet (1357 Risinge) kommer troligen från prästgården. Förleden är ris, snårskog', efterleden inge, 'inbyggarnas boplats'. Den sammanlagda tolkningen blir då 'de som bor vid snårskogen', eller 'de som bor vid en plats benämnd Ris.

### Fotnoter
1. 1 2  Svensk Uppslagsbok andra upplagan 1947–1955: Risinge socken
2. 1 2  Harlén, Hans; Harlén Eivy (2003). Sverige från A till Ö: geografisk-historisk uppslagsbok. Stockholm: Kommentus. Libris 9337075. ISBN 91-7345-139-8
3. ↑  ”Församlingar”. Statistiska centralbyrån. https://www.scb.se/hitta-statistik/regional-statistik-och-kartor/regionala-indelningar/forsamlingar/. Läst 30 december 2022.
4. ↑  Administrativ historik för Risinge socken (Klicka på församlingsposten). Källa: Nationella arkivdatabasen, Riksarkivet.
5. 1 2  Sjögren, Otto (1931). Sverige geografisk beskrivning del 2 Östergötlands, Jönköpings, Kronobergs, Kalmar och Gotlands län. Stockholm: Wahlström & Widstrand. Libris 9939
6. 1 2  Nationalencyklopedin
7. ↑  Fornlämningar, Statens historiska museum: Risinge socken
8. ↑  Fornminnesregistret, Riksantikvarieämbetet: Risinge socken Fornminnen i socknen erhålls på kartan genom att skriva in sockennamn (utan "socken") i "Ange geografiskt område"
9. ↑  Mats Wahlberg, red (2003). Svenskt ortnamnslexikon. Uppsala: Institutet för språk och folkminnen. Libris 8998039. ISBN 91-7229-020-X. https://isof.diva-portal.org/smash/get/diva2:1175717/FULLTEXT02.pdf